# Cruz do Combatente Voluntário 1914-1918
A Cruz do Combatente Voluntário 1914-1918 (em francês:  Croix du Combattant Volontaire 1914-1918) é uma condecoração francesa que recompensa aqueles que se voluntariaram para servir na frente de batalha em uma unidade de combate durante a Primeira Guerra Mundial.

## História
Quando a Medalha Comemorativa da Guerra de 1914-1918 foi criada, foi planejado que os voluntários usariam um fecho especial de bronze com as palavras "Engagé Volontaire" (voluntários). Esta barra não teve uma vida muito longa, porque o parlamento solicitou a criação de um distintivo especial destinado a distinguir os méritos desta categoria de combatentes.
A lei de 4 de julho de 1935 criou a Cruz do Combatente Voluntário, destinada aos voluntários da Grande Guerra que se voluntariaram para servir na frente de batalha em uma unidade de combate.

## Condecoração
Cruz de bronze de quatro braços, módulo de 36mm.
No anverso: um medalhão central redondo, com a legenda “REPÚBLICA FRANCESA" ao redor:
- a efígie de um Poilu com capacete repousa sobre uma espada erguida verticalmente nos galhos
- da cruz que são carregadas com folhas de louro e carvalho formando relevo.

No reverso: no interior do medalhão central, um ramo de louro é circundado pela inscrição "COMBATENTE VOLUNTÁRIO 1914-1918". Os ramos da cruz são carregados com folhas de louro e carvalho formando relevo. Um modelo especial foi feito para os combatentes voluntários da guerra de 1870-1871 com as datas "1870-1871", substituindo no reverso as de "1914-1918".

## Agraciamento
As condições exigidas para a obtenção da cruz foram definidas pelo decreto de 28 de novembro de 1935 .
As qualificações dos candidatos eram examinadas por uma comissão composta, a partir de 1951, por doze membros assim divididos:
- Ministério da Defesa Nacional: o presidente;
- Secretário de Estado da Guerra: dois membros;
- Secretaria de Estado da Marinha: dois membros;
- Secretaria de Estado do Ar: dois membros;
- Gabinete Nacional para os Mutilados e Combatentes: dois membros;
- Associação de Voluntários e Combatentes: três membros.

O decreto de 10 de abril de 1936 estendeu sua alocação aos raros combatentes voluntários sobreviventes da Guerra Franco-Prussiana de 1870. A Cruz do Combatente Voluntário de 1914-1918 é considerada um título de guerra ao examinar os processos de solicitação de patente na Legião de Honra, na Medalha Militar ou na Ordem Nacional do Mérito.